# Берг-ам-Ирхель
Берг-ам-Ирхель (нем. Berg am Irchel) — коммуна в Швейцарии, в кантоне Цюрих. 
Входит в состав округа Андельфинген. Население составляет 576 человек (на 31 декабря 2007 года). Официальный код — 0023.